# Malomijáilivka (Sinélnikove)
Malomijáilivka (en ucraniano: Маломихайлівка) es un pueblo ucraniano perteneciente al óblast de Dnipropetrovsk. Situado en el este del país, es parte del raión de Sinélnikove y centro del municipio (hromada) homónimo.

## Toponimia
El nombre del asentamiento en ruso es Malomijáilovka (en ruso: Маломихайловка).   

## Geografía
Malomijáilivka se encuentra a orillas del río Samara, 21 km al noreste de Pokrovske y 150 km al sureste de Dnipró. 

## Historia
Malomijáilivka fue fundado en 1877 con el nombre de Vesele, recibiendo su nombre actual en 1953. 
Durante la Segunda Guerra Mundial (1939-1945), se creó un grupo partisano en la aldea. El 29 de marzo de 1942, sus miembros clandestinos fueron descubiertos, arrestados y ejecutados.

## Demografía
La evolución de la población de Malomijáilivka entre 1895 y 2001 fue la siguiente:
| 3712                                                          | 1031 | 3036 |
| (Fuente: Cities & Towns of Ukraine y UKRAINE: Größere Städte) |      |      |

Según el censo de 2001, la lengua materna de la mayoría de los habitantes, el 97,07%, es el ucraniano; y del 2,37%, el ruso.

## Infraestructura

### Transporte
La carretera territorial T-04-27 atraviesa el pueblo por el norte.